# Ana Paula Valadão
Ana Paula Valadão   (Belo Horizonte, 16 de maig de 1976) és una cantant, compositora, arranjadora de música cristiana contemporània, així com escriptora, pastora i presentadora de televisió brasilera.
Ana Paula és filla de Márcio Valadão i Renata Valadão, pastors, antics presidents de l'Església Baptista de Lagoinha de Belo Horizonte i té dos germans que també són pastors i cantants, André Valadão i Mariana Valadão.
Ana Paula està casada amb el pastor i escriptor Gustavo Bessa des del 13 de setembre de 2000, amb qui té dos fills, Isaque i Benjamim.
Des de l'any 2000, Ana és pastora de l'Església Baptista de Lagoinha a Belo Horizonte, i des del 2018, juntament amb el seu marit, és pastora i fundadora d'una unitat de Lagoinha a Miami (Estats Units d'Amèrica), l'Església Diante do Trono, by Lagoinha.
Ana Paula Valadão és la líder i fundadora del Ministeri de Lloança Diante do Trono, una de les bandes de música cristiana contemporània més conegudes del Brasil i del món, amb qui ha publicat més de 25 àlbums, inclosos enregistraments en directe, d'estudi i projectes infantils (Crianças Diante do Trono), a més d'alguns projectes en solitari. És la compositora de clàssics de la música gòspel, com ara Preciso de Ti, Águas purificadoras, Aos olhos do Pai, etc. El grup ha venut més de 15 milions de discos en diferents formats, convertint-se en un dels rècords de vendes al Brasil. En una única actuació, celebrada el 12 de juliol de 2003, durant l'enregistrament de l'àlbum Quero me Apaixonar, Diante do Trono va reunir més de 2 milions de persones a l'aeroport Campo de Marte de São Paulo, sent el major públic d'un esdeveniment festival cristià al món i el segon públic més gran del Brasil, només per darrere del festival Rock in Rio. També ha guanyat els trofeus Talento, de RecordTV, i Promessas, de Rede Globo, a més d'haver estat nominada al Grammy Llatí l'any 2012 amb el disc Sol da Justiça.
A través del Ministeri Diante do Trono i l'Església Baptista de Lagoinha, Ana Paula Valadão promou diferents accions socials, humanitàries i missioneres, com el Projecte Índia, que lluita contra el tràfic de persones, la Missão DT, a més d'altres accions específiques promogudes durant alguns dels seus enregistraments d'àlbums en directe a tot Brasil i Orient Mitjà.
El 2012, Ana Paula Valadão va ser considerada una de les 100 brasileres més grans de tots els temps per una enquesta de l'emissora SBT en col·laboració amb la BBC de Londres. El 2013, Ana Paula va ser esmentada per la publicació estatunidenca Forbes com la 89a celebritat més influent del Brasil.

## Biografia i carrera professional
Ana Paula és filla dels pastors Márcio Valadão i Renata Valadão, de l'Església Baptista de Lagoinha. És la germana gran d'André Valadão i Mariana Valadão. Va començar molt aviat en la música, principalment cantant i acompanyant la seva mare al cor de l'església, i participant en el grup King's Kids, de la missió JOCUM (Jovens Com Uma Missão). La seva primera participació en un disc va ser a Expressão de Fé, gravat pels King's Kids. Temps després, va participar en la coral El-Shammah, amb la qual va gravar el disc Ele Tem Sido Fiel.
La cantant va estudiar dret a la Universitat Federal de Minas Gerais (UFMG), però va abandonar el curs l'any 1996, ja que va decidir unir-se al Christ for the Nations Institute (CFNI), una escola dels Estats Units d'Amèrica que forma líders de culte.
Quan va tornar al Brasil, va començar a escriure cançons, inicialment versions de cantants que va conèixer internacionalment, com Dennis Jernigan i Darlene Zschech. L'any 1997 va participar en el disc Santo é o Teu Nome, enregistrat pel pastor Sóstenes Mendes. L'any 1998 es va gravar el primer disc, titulat Diante do Trono. Va ser l'inici de la banda Diante do Trono. Ana Paula es va casar amb el pastor Gustavo Bessa el 13 de setembre de 2000, un any i onze mesos després de conèixer-se. S'informa que va tenir dificultats per quedar embarassada, després d'haver retratat aquesta dificultat en la cançó Esperança, de l'àlbum homònim. Ja en la gravació del següent disc, Ainda Existe Uma Cruz, Ana estava embarassada del seu primer fill, Isaque Valadão Bessa, que va néixer el 3 de gener de 2006, i el 23 de maig de 2009 va néixer el seu segon fill, Benjamim Valadão Bessa.
El Ministeri Diante do Trono va tenir grans èxits, arribant a les llistes, així com tot el públic cristià brasiler i mundial amb cançons com Manancial, Águas Purificadoras, Nos Braços do Pai i Preciso de Ti, marca registrada del grup. La banda va tenir una gran influència en l'Església protestant brasilera, havent celebrat grans reunions amb una audiència rècord de més de dos milions de persones a l'aeroport Campo de Marte, a São Paulo, l'any 2003 amb l'enregistrament de l'àlbum Quero me Apaixonar.
L'agost de 2009, Ana Paula i la seva família es van traslladar a Dallas (Estats Units d'Amèrica), on el seu marit va continuar els seus estudis ministerials. No obstant això, la cantant va deixar clar a la pàgina oficial de Diante do Trono que no abandonaria la banda i continuaria present als actes principals del grup. El maig de 2011 tota la família Bessa va tornar al Brasil.
Ana Paula Valadão ha rebut més de 32 premis en nom del seu grup i ha viatjat per diversos països d'Amèrica, Europa, Orient Mitjà, Àfrica i Àsia. Al llarg de la història de Diante do Trono, Ana Paula sempre ha estat al capdavant de les actuacions musicals, composicions i organització del grup. El 2011, la cantant va arranjar la cançó Grande Senhor, de Mariana Valadão, de l'àlbum Minhas Canções na Voz dos Melhores (vol. 4).
El juliol de 2012, Ana Paula Valadão va ser considerada una de les 100 brasileres més grans de tots els temps per una enquesta de l'emissora SBT en col·laboració amb la BBC de Londres en la qual el públic, a través d'Internet, va suggerir noms de persones que es podrien considerar grans icones del Brasil; Ana Paula va ocupar la posició 97a. L'11 de juliol de 2012 va participar al programa O Maior Brasileiro de Todos os Tempos, cantant a la televisió nacional. El desembre de 2013, Ana Paula va ser esmentada per la publicació estatunidenca Forbes com la 89a celebritat més influent del Brasil.

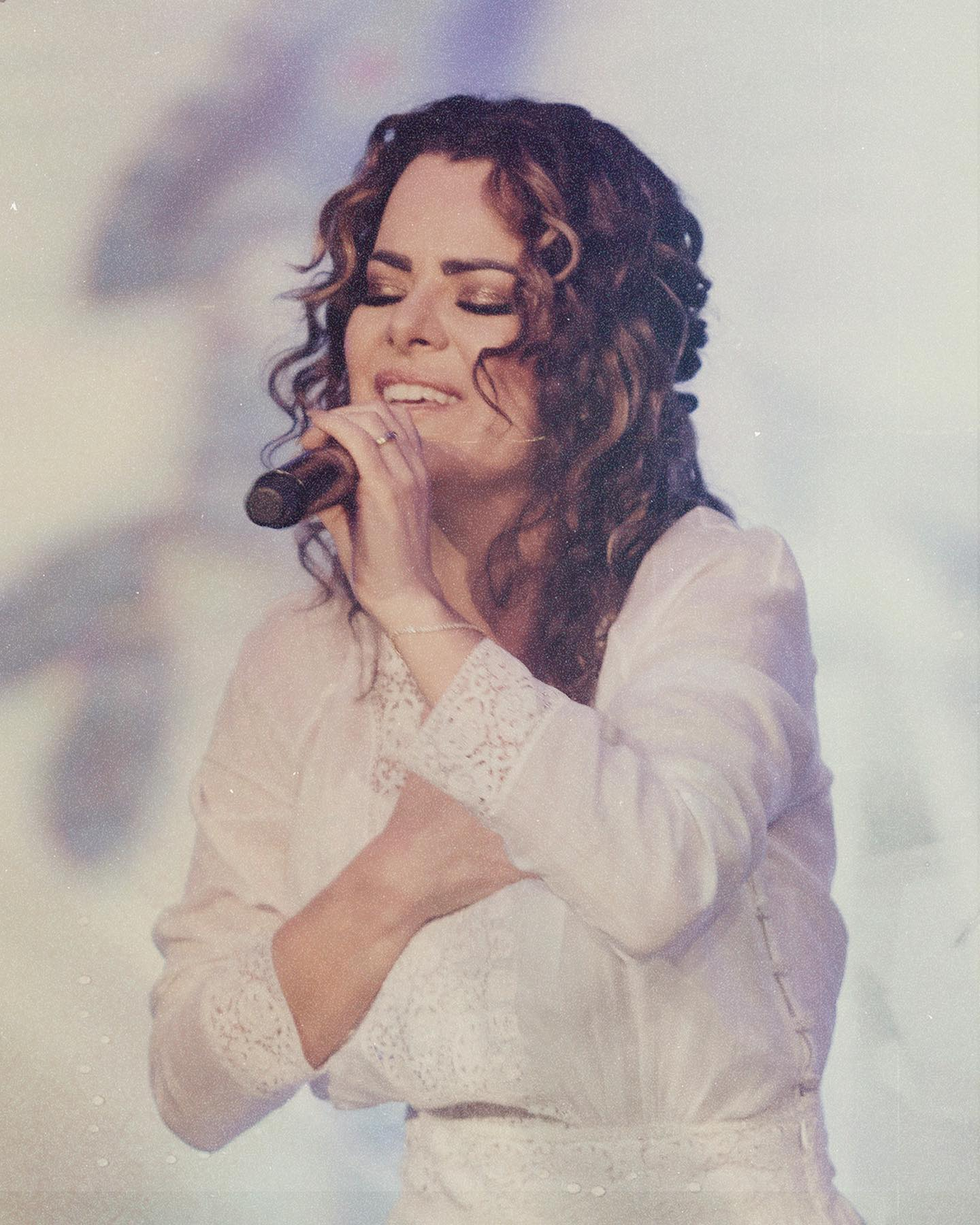
Valadão, 2020

A través del Ministeri Diante do Trono, Ana Paula va impulsar la carrera de grans noms del món del gòspel, com André Valadão, Nívea Soares, Mariana Valadão, Helena Tannure, Ana Nóbrega, Israel Salazar i Silvio Nogueira.
El setembre de 2015, Ana Paula Valadão va ser convidada per l'ambaixada cristiana de Jerusalem a actuar durant la Festa dels Tabernacles, al desert d'Ein Guedi. A l'acte hi van assistir representants de 95 nacions, i la cantant va participar representant el Brasil i l'Amèrica Llatina. Prèviament, el mateix any, la cantant havia estat convidada a participar en la conferència global Empowered21, també celebrada a Israel.
A finals de 2015, Ana Paula i la seva família es van traslladar de nou a Dallas, on la cantant treballa com a professora a CFNI i pastora de culte a Gateway Church i el seu marit, Gustavo Bessa, està cursant el seu doctorat en teologia. En aquest nou període, la cantant ha estat ministrant en diversos cultes i conferències arreu dels Estats Units d'Amèrica, com ara a IHOP-KC, a la Universitat Oral Roberts, entre d'altres. També ha participat en reportatges de televisió per a TV7, TBN Israel, CBN News i Daystar Television Network.
El setembre de 2017 la cantant va participar en les Jornades Fire 17, acte celebrat a Curitiba. La conferència és un dels esdeveniments mundials més importants en el segment evangèlic. La convenció se celebra a diferents parts del món des de 1974 per l'organització evangelitzadora Christ for all Nations (CfaN), que acumula més de 400 conferències de foc a diferents països. El programa va tenir lloc a la primera Església Baptista de Curitiba en col·laboració amb Comunidade Alcance i el Ministeri Diante do Trono.
A finals del 2017, Ana Paula i la seva família es van traslladar a l'estat de Florida, on el seu marit va continuar els seus estudis.
Durant el Congrés Culte, Intercessió i Missió Diante do Trono 2018, Ana Paula va anunciar que presidiria l'Església Before The Throne, l'església Diante do Trono a Miami (Estats Units d'Amèrica), al costat del seu marit Gustavo Bessa.

## Discografia

### Ministeri de Lloança

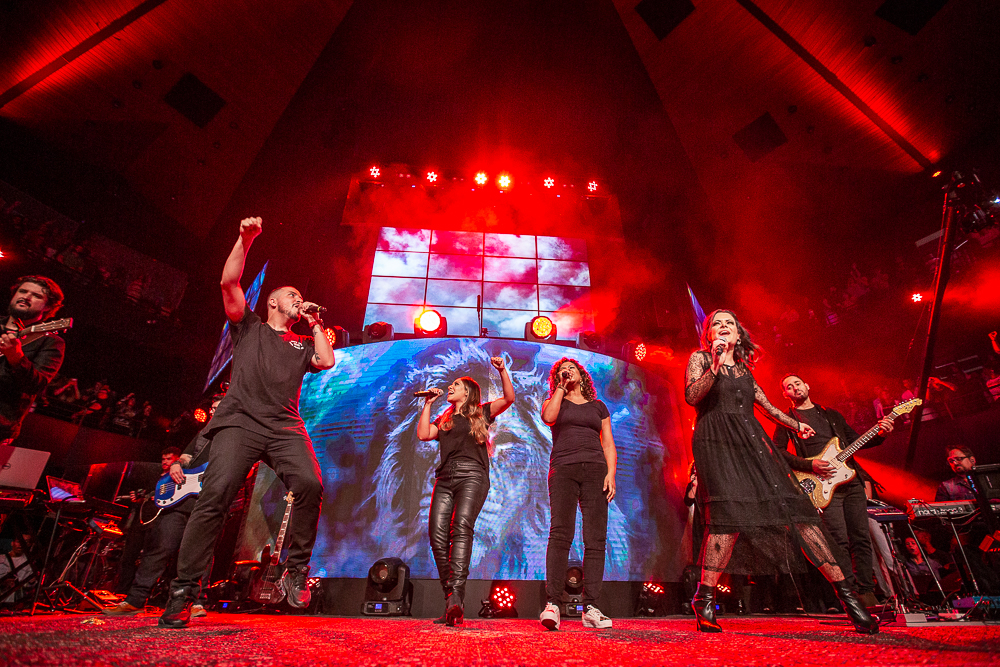
Isaias Saad, Gabriela Rocha, Nívea Soares i Ana Paula Valadão, en la gravació de l'àlbum Outra Vez (Diante do Trono, 2019

Ana Paula Valadão Bessa té més de cinquanta-tres àlbums enregistrats, tots vinculats a la marca del seu Ministério de Louvor Diante do Trono. Són una vintena de discos principals de la sèrie Diante do Trono amb cançons inèdites i versions de la seva autoria. Les obres produïdes van portar diversos premis i van vendre més de 15 milions de còpies. Els enregistraments van tenir lloc a ciutats de totes les regions del Brasil, a més d'enregistraments internacionals a Israel, Jordània i els Estats Units d'Amèrica. A més hi ha onze àlbums especials amb temàtiques específiques per a la dona, la família, la parella i la Missão DT, a més de cinc àlbums commemoratius gravats en directe cada cinc anys dels aniversaris del seu Ministeri.
L'èxit de les cançons del Ministeri de Lloança Diante do Trono va tenir repercussió internacional, generant col·laboracions internacionals amb grups de les esglésies Hillsong i Gateway Worship. Les cançons van ser versionades per Ana Paula Valadão Bessa i les gravacions van tenir lloc a l'Església Baptista de Lagoinha, Brasil.
| Any  | Sèrie Diante do Trono     |
| ---- | ------------------------- |
| 1998 | Diante do Trono           |
| 1999 | Exaltado                  |
| 2000 | Águas Purificadoras       |
| 2001 | Preciso de Ti             |
| 2002 | Nos Braços do Pai         |
| 2003 | Quero Me Apaixonar        |
| 2004 | Esperança                 |
| 2005 | Ainda Existe Uma Cruz     |
| 2006 | Por Amor de Ti, Oh Brasil |
| 2007 | Príncipe da Paz           |
| 2008 | A Canção do Amor          |
| 2009 | Tua Visão                 |
| 2010 | Aleluia                   |
| 2011 | Sol da Justiça            |
| 2012 | Creio                     |
| 2014 | Tu Reinas                 |
| 2015 | Tetelestai                |
| 2017 | Deserto de Revelação      |
| 2019 | Outra Vez                 |
| 2021 | Respirar                  |

| Any  | Especials i commemoracions                                  |
| ---- | ----------------------------------------------------------- |
| 2001 | Brasil Diante do Trono 1                                    |
| 2006 | In the Father's Arms En los Brazos del Padre (instrumental) |
| 2007 | Tempo de Festa                                              |
| 2007 | Com Intensidade                                             |
| 2009 | As Fontes do Amor                                           |
| 2012 | Suomi Valtaistuimen Edessä                                  |
| 2013 | Renovo                                                      |
| 2015 | Läpimurto                                                   |
| 2016 | Imersão                                                     |
| 2017 | Imersão 2                                                   |
| 2017 | Eu e a Minha Casa                                           |
| 2018 | Musical 20 Anos Diante do Trono                             |
| 2018 | Imersão 3                                                   |
| 2019 | Imersão 4                                                   |
| 2020 | Imersão 5                                                   |

| Any  | Col·laboracions internacionals |
| ---- | ------------------------------ |
| 2000 | Aclame ao Senhor               |
| 2000 | Shalom Jerusalém               |
| 2011 | Glória a Deus                  |
| 2012 | Global Project: Português      |
| 2014 | Deus Reina                     |
| 2015 | Pra Sempre Teu                 |
| 2016 | Muralhas                       |

#### Senzills[calcitació]

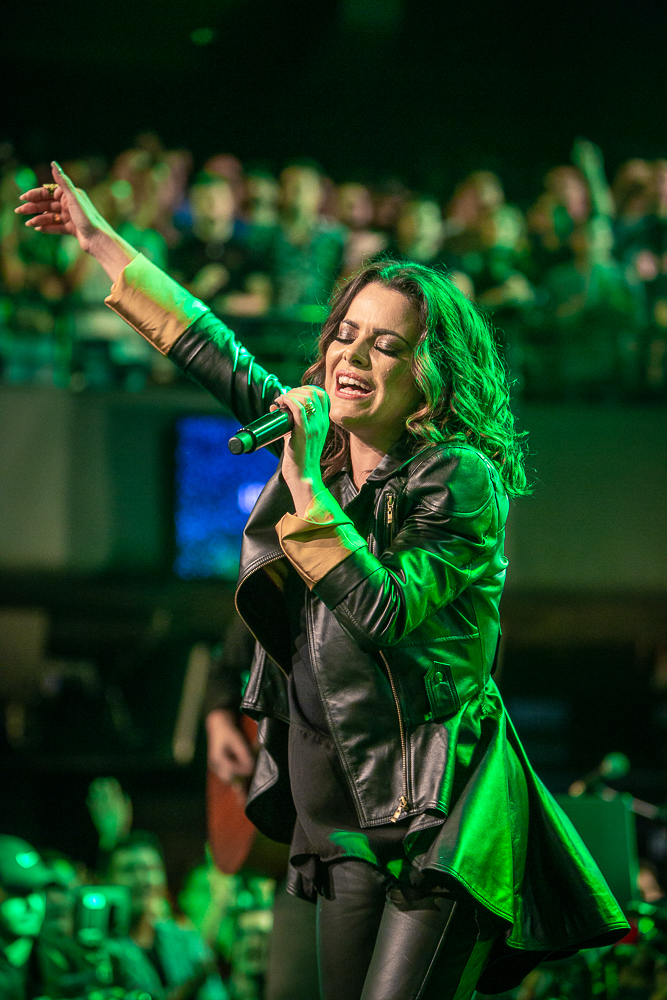
2019

El 2015, la banda va adoptar la publicació de cançons a través de plataformes digitals, llançant primer el senzill del projecte i després el disc complet.
| Any  | Senzills                                  |
| ---- | ----------------------------------------- |
| 2015 | Tu és Bom                                 |
| 2016 | Começa a Brilhar                          |
| 2017 | Deserto de Revelação                      |
| 2018 | Eu Só Posso Imaginar                      |
| 2018 | Eu e a Minha Casa                         |
| 2019 | Meu Ar                                    |
| 2019 | Levanto um Aleluia - junt amb Isaías Saad |
| 2019 | A Sua Voz                                 |
| 2019 | Defensor                                  |
| 2019 | Santo Espírito- junt amb Gabriela Rocha   |
| 2020 | Sacode o Pó                               |

### Infantil[calcitació]
La sèrie Crianças Diante do Trono va néixer l'any 2001, durant l'èxit de públic del disc Preciso de Ti. Després de diversos informes dels pares de l'Església Baptista de Lagoinha que els seus fills gaudien amb les cançons del seu ministeri, Ana Paula Valadão Bessa va decidir invertir en projectes musicals específics per al públic juvenil amb les seves composicions d'autora. Hi ha set àlbums inèdits enregistrats a l'estudi produïts en aquesta sèrie, a més de tres re-enregistraments commemoratius.
| Any  | Sèrie Crianças Diante do Trono  |
| ---- | ------------------------------- |
| 2001 | Crianças Diante do Trono        |
| 2003 | Amigo de Deus                   |
| 2004 | Quem É Jesus?                   |
| 2005 | Vamos Compartilhar              |
| 2006 | Arca de Noé                     |
| 2007 | Samuel, o Menino Que Ouviu Deus |
| 2008 | Para Adorar ao Senhor           |
| 2010 | Amigos do Perdão                |
| 2012 | Davi                            |
| 2015 | Renovo Kids                     |
| 2016 | DT Babies                       |

## Programes de televisió[calcitació]
- Programa Diante do Trono (2002–2010) / (2013–2015)
- Nos Bastidores com o DT (2011–2013)

## Publicacions[calcitació]
- Adoração Diante do Trono (2003)
- Verdadeira Adoração (2013)
- Reflexos da Alma (amb Devi Titus i Helena Tannure) (2014)